# حورية البحر 2: بينبول فرنزي
حورية البحر 2: بينبول فرنزي، هي لعبة فيديو أمريكية من تطوير ستوديو ليفت فيلد برودكشنز، ومن نشر شركة نينتندو اليابانية، صدرت اللعبة في الأسواق سنة 2000، وتعمل حصرياً لمنصة غيم بوي كولر.